# 小行星21528
小行星21528（21528 Chrisfaust）是一颗绕太阳运转的小行星，为主小行星带小行星。该小行星于1998年6月24日发现。

## 轨道参数
小行星21528的轨道半长轴为2.4247260 UA，离心率为0.052。